# Raión de Berestin
Raión de Berestin (en ucraniano: Берестинський район) es un raión o distrito de Ucrania en el óblast de Járkov. La capital es la ciudad de Berestin. Anteriormente era denominado Raión de Krasnograd
Comprende una superficie de 4334,2 km².

## Demografía
Según estimación 2010 contaba con una población total de 46339 habitantes.

## Otros datos
El código KOATUU fue 6323300000. El código postal 63300 y el prefijo telefónico +380 5744.